# Cannon Ball
Pour l’article ayant un titre homophone, voir Cannonball.
Cannon Ball est une census-designated place située dans le comté de Sioux, dans l’État du Dakota du Nord, aux États-Unis. Sa population s’élevait à 875 habitants lors du recensement de 2010.
Cannon Ball se trouve dans le territoire de la réserve indienne de Standing Rock.

## Démographie
| Groupe            | Cannon Ball | Dakota du Nord | États-Unis |
| ----------------- | ----------- | -------------- | ---------- |
| Amérindiens       | 92,9        | 5,4            | 0,9        |
| Blancs            | 4,8         | 90,0           | 72,4       |
| Métis             | 2,2         | 1,8            | 2,9        |
| Afro-Américains   | 0,1         | 1,2            | 12,6       |
| Autres            | 0           | 1,6            | 11,2       |
| Total             | 100         | 100            | 100        |
|                   |             |                |            |
| Latino-Américains | 1,4         | 2,0            | 16,7       |

| 1990 | 2000 | 2010 | - | - | - |
| ---- | ---- | ---- | - | - | - |
| 702  | 864  | 875  | - | - | - |

En 2010, la population amérindienne est presque entièrement composée de Sioux.
Selon l'American Community Survey, pour la période 2011-2015, 93,40 % de la population âgée de plus de 5 ans déclare parler l'anglais à la maison, 6,12 % déclare parler le dakota et 0,48 % le navajo.

## Source
- (en) Cet article est partiellement ou en totalité issu de l’article de Wikipédia en anglais intitulé « Cannon Ball, North Dakota » (voir la liste des auteurs).

1. ↑  (en) « Population of North Dakota - Census 2010 and 2000 », sur censusviewer.com.
2. ↑  (en) « Cannon Ball, ND Population - Census 2010 and 2000 », sur censusviewer.com.
3. ↑  (en) « Statistiques des États-Unis - Dakota du nord - Profils des comtés de 2010 » (consulté en juin 2021)
4. ↑  (en) « Race Reporting for the American Indian and Alaska Native Population by Selected Tribes: 2010 », sur factfinder.census.gov (consulté le 30 novembre 2018).
5. ↑  (en) « Language spoken at home by ability to speak English for the population 5 years and over », sur factfinder.census.gov.